# Eter tert-butylowo-metylowy
Eter tert-butylowo-metylowy (MTBE) – organiczny związek chemiczny z grupy eterów, otrzymywany z metanolu oraz izobutylenu. Stosowany głównie jako rozpuszczalnik organiczny oraz jako dotleniający środek przeciwstukowy do benzyn bezołowiowych. Jako dodatek do benzyn zastępuje w nich tetraetyloołów, bo pozwala na zwiększenie liczby oktanowej dzięki zmniejszeniu zjawiska przedwczesnego zapłonu. Zmniejsza dzięki temu ilość wytwarzanego, silnie toksycznego tlenku węgla CO, poprzez jego utlenianie do dwutlenku węgla CO2.
MTBE jest wysoce łatwopalną cieczą, bezbarwną, o charakterystycznym zapachu, dużej lotności. Jest rozpuszczalny w wodzie (ok. 5 g/100 ml), której nadaje bardzo wyraźny posmak i zapach. Z powietrzem tworzy mieszaniny wybuchowe. Nie ma wiarygodnych badań potwierdzających toksyczność MTBE. Może być stosowany jako tani rozpuszczalnik w chemii organicznej, o temperaturze wrzenia większej od eteru dietylowego i nieco mniejszej rozpuszczalności w wodzie.
W USA w 1999 roku produkcja MTBE wynosiła 200 tys. baryłek (ok. 32 tys. m³) na dobę. Jego produkcja jest bardzo opłacalna, bo w odróżnieniu od wielu innych składników benzyny wytwarza się go z gazu ziemnego. W USA stosowany jest od roku 1979. Od 1992 zwiększono jego dopuszczalne stężenie w paliwie, aby zmniejszyć emisję spalin.
Badania prowadzone w USA w roku 1995 wykazały, że MTBE przenika do wód gruntowych. W związku z tym wiele stanów (np. Kalifornia) po roku 1999 nakazało zmniejszenie jego wykorzystania ze względu na skażenie wód gruntowych. Specjaliści wskazują, że amerykańskie normy dotyczące szczelności zbiorników są dużo bardziej liberalne od europejskich, co może oznaczać, że w Polsce występowanie MTBE w wodach gruntowych prawdopodobnie nie jest dużym problemem. Co więcej, normy zawartości tego związku w paliwie przyjęte w Unii Europejskiej są ostrzejsze od norm amerykańskich. W Polsce benzyny bezołowiowe zawierają zwykle 1,0–1,6% tego związku, a maksymalne dopuszczalne stężenie to 7%.